# Parlement latino-américain
Bâtiment du Parlement latino-américain, Amador, Panama (ville), Panama

Liste des pays membres du Parlement latino-américain

Le Parlement latino-américain (Parlatino) est un organisme interparlementaire formé par les membres des parlements des pays d'Amérique latine parties du Traité instituant le Parlatino en 1987. Son siège est à Panama.

## États membres
- Argentine
- Aruba
- Bolivie
- Brésil
- Chili
- Colombie
- Costa Rica
- Cuba
- Curaçao
- Équateur
- Guatemala
- Honduras
- Mexique
- Nicaragua
- Panama
- Paraguay
- Pérou
- République dominicaine
- Saint-Martin
- Salvador
- Suriname
- Uruguay
- Venezuela

## Liste des présidents
| No | Nom                             | Payas              | Début             | Fin               | Notes                                                                |
| -- | ------------------------------- | ------------------ | ----------------- | ----------------- | -------------------------------------------------------------------- |
| 1  | Dip. Luis León                  | Argentine          | 14 juillet 1965   | 26 avril 1967     |                                                                      |
| 2  | Dip. Ulysses Guimarães          | Brésil             | 26 avril 1967     | 20 juin 1968      |                                                                      |
| 3  | Rep. Ramiro Andrade             | Colombie           | 20 juin 1968      | 4 août 1969       |                                                                      |
| 4  | Dip. Jorge Dáger                | Venezuela          | 4 août 1969       | 6 décembre 1972   |                                                                      |
| 5  | Sen. Tomás Pablo                | Chili              | 6 décembre 1972   | 21 septembre 1973 | Il a démissionné après le coup d'État du 11 septembre 1973 au Chili. |
| —  | Dip. Arturo Hernández Grisanti  | Venezuela          | 30 septembre 1973 | 17 février 1975   | Intérim (vice-président).                                            |
| 6  | Sen. Ítalo Luder                | Argentine          | 17 février 1975   | 24 mars 1976      | Il a démissionné après le coup d'État de 1976 en Argentine.          |
| —  | Dip. Ricardo Elhague            | Antigua-et-Barbuda | 25 mars 1976      | 25 avril 1977     | Intérim (vice-président).                                            |
| 7  | Dip. Víctor Manzanilla Schaffer | Mexique            | 25 avril 1977     | 16 juillet 1979   |                                                                      |
| 8  | Rep. Jorge Mario Eastman        | Colombie           | 16 juillet 1979   | 1979              | Démissionne en 1979.                                                 |
| —  | Sen. Gilberto Ávila Bottia      | Colombie           | 1979              | 20 août 1982      | Intérim (président alternatif).                                      |
| 9  | Sen. Nelson Carneiro            | Brésil             | 20 août 1982      | 19 juin 1985      |                                                                      |
| 10 | Sen. Luis Agustín León          | Argentine          | 19 juin 1985      | 23 août 1988      |                                                                      |
| 11 | Sen. Humberto Peláez Gutiérrez  | Colombie           | 23 août 1988      | 31 juillet 1991   |                                                                      |
| 12 | Sen. Humberto Celli Gerbasi     | Venezuela          | 31 juillet 1991   | 7 décembre 1995   |                                                                      |
| 13 | Sen. Juan Adolfo Singer         | Uruguay            | 7 décembre 1995   | 17 mars 2000      |                                                                      |
| 14 | Sen. Beatriz Paredes Rangel     | Mexique            | 18 mars 2000      | 8 novembre 2002   |                                                                      |
| 15 | Dip. Ney Lopes de Souza         | Brésil             | 8 novembre 2002   | 8 décembre 2006   |                                                                      |
| 16 | Sen. Jorge Pizarro              | Chili              | 11 décembre 2006  | 3 décembre 2010   |                                                                      |
| 17 | Dip. Elías Castillo             | Panama             | 3 décembre 2010   | 16 mai 2015       |                                                                      |
| 18 | Sen. Blanca Alcalá              | Mexique            | 16 mai 2015       | 10 juillet 2017   |                                                                      |
| -  | Dip. Elías Castillo             | Panama             | 10 juillet 2017   | en cours          | réélu président du Parlement                                         |